# Zingha rondonia
Zingha rondonia är en fjärilsart som beskrevs av Brown 1973. Zingha rondonia ingår i släktet Zingha och familjen praktfjärilar. Inga underarter finns listade i Catalogue of Life.